# Gauliga Schleswig-Holstein 1944/45
Die Gauliga Schleswig-Holstein 1944/45 war die dritte und letzte Spielzeit der Gauliga Schleswig-Holstein des Reichsbundes für Leibesübungen. Die Gauliga Schleswig-Holstein sollte ursprünglich erneut in einer Gruppe mit 10 Mannschaften ausgespielt werden, doch bereits im September 1944 musste die Gauliga kriegsbedingt nach insgesamt acht absolvierten Begegnungen, die wegen möglicher Bombenangriffe inzwischen ohnehin schon in den Morgenstunden angesetzt worden waren, abgebrochen werden. Einzig die beiden Aufsteiger aus Eckernförde traten noch je einmal außerhalb eigener Gemeindegrenzen an, während bereits angesetzte Spiele zwischen Kieler Clubs nicht mehr stattfanden. In Kiel wurden sechs Spiele angepfiffen, in Eckernförde und in Lübeck je eines.
Es folgte ein weiterer Versuch, die Gauliga zuerst in den regionalen Staffeln Kiel und Lübeck auszuspielen, doch auch diese Ligen konnten kriegsbedingt nicht zu Ende gespielt werden.
Mit Beendigung des Zweiten Weltkriegs hörte auch die Gauliga Schleswig-Holstein auf zu existieren. Der Spielbetrieb wurde 1945/46 zunächst auf Kreisebene wieder aufgenommen (zuweilen war von „Bezirken“ die Rede). Im Folgejahr war der höchste Wettbewerb die Landesmeisterschaft Schleswig-Holstein 1946/47 und ab der Saison 1947/48 wurde als höchste Landesspielklasse die heutige Oberliga Schleswig-Holstein zunächst unter dem Namen Landesliga Schleswig-Holstein in drei Staffeln eingeführt.

## Gaumeisterschaft (abgebrochen)
Die ursprünglich eingleisig ausgetragene Gaumeisterschaft wurde im September 1944 abgebrochen.
| Platz | Verein                    | Spiele | Tore | Quote | Punkte |
| ----- | ------------------------- | ------ | ---- | ----- | ------ |
| 1.    | Holstein Kiel (M)         | 1      | 7:20 | 3,50  | 2:0    |
| 2.    | SG Ordnungspolizei Lübeck | 1      | 4:20 | 2,00  | 2:0    |
| 3.    | SC Friedrichsort 08       | 2      | 6:30 | 2,00  | 2:2    |
| 4.    | TVA Eckernförde (N)       | 2      | 6:50 | 1,20  | 2:2    |
| 5.    | Eckernförder SV (N)       | 2      | 6:60 | 1,00  | 2:2    |
| 6.    | TSG Gaarden               | 2      | 5:50 | 1,00  | 2:2    |
| 7.    | SV Ellerbek               | 2      | 3:40 | 0,75  | 2:2    |
| 8.    | Borussia Gaarden          | 2      | 5:70 | 0,71  | 2:2    |
| 9.    | FVgg Kilia Kiel           | 0      | 0:00 | 1,00  | 0:0    |
| 10.   | VfB Kiel                  | 2      | 3:11 | 0,27  | 0:4    |

| (M) | Titelverteidiger               |
| (N) | Aufsteiger aus der Bezirksliga |

## Gestaffelte Gaumeisterschaft (abgebrochen)
Auch der Versuch einer gestaffelten Gaumeisterschaft war nicht von Erfolg gekrönt und musste vorzeitig abgebrochen werden.

### Staffel Kiel
Im Raum Kiel gab es nach Abbruch der Gauliga Schleswig-Holstein-Saison 1944/45 zwei Punkterunden der so genannten Gauliga Schleswig-Holstein, Staffel Kiel. Geplant war in vierzehntäglichem Wechsel ein Wettbewerb zwischen Kieler, Eckernförder und Neumünsteraner Mannschaften sowie einer, an dem ausschließlich Kieler Teams teilnehmen sollten. Aus dem Kieler Umland konnte schließlich nur eine Mannschaft zeitweise am Spielbetrieb teilnehmen: die aus dem Eckernförder SV und TVA Eckernförde im September 1944 gebildete KSG Eckernförde. TSG Gaarden spielte nach Quellenlage nur im Kieler Stadtwettbewerb mit. Beide Wettbewerbe wurden gestartet, zumindest aber die Kieler Umland-Runde abgebrochen. Es scheint zu Doppelwertungen von Spielen für beide Wettbewerbe gekommen zu sein.

#### Punkterunde mit dem Kieler Umland
Hardy Grüne gibt in seinem Buch Enzyklopädie des deutschen Ligafußballs 1. Vom Kronprinzen bis zur Bundesliga 1890 bis 1963 folgenden Tabellenstand zum März 1945 an. Als einziger Verein außerhalb Kiels trat danach die KSG Eckernförde an.
| Platz | Verein                              | Spiele | Tore  | Quote | Punkte |
| ----- | ----------------------------------- | ------ | ----- | ----- | ------ |
| 1.    | Holstein Kiel                       | 12     | —     | —     | 18:60  |
| 2.    | Borussia Gaarden                    | 10     | 35:25 | 1,40  | 14:60  |
| 3.    | SC Friedrichsort 08                 | 12     | —     | —     | 14:10  |
| 4.    | VfB Kiel                            | 11     | —     | —     | 11:11  |
| 5.    | FVgg Kilia Kiel                     | 9      | 25:23 | 1,09  | 07:11  |
| 6.    | KSG Ellerbek/Comet Kiel             | 8      | 17:20 | 0,85  | 06:10  |
| 7.    | KSG Eintracht/Kronsburg Kiel        | 8      | 17:37 | 0,46  | 05:11  |
| 8.    | Union-Teutonia Kiel                 | 10     | —     | —     | 04:16  |
| 9.    | Brunswick Kiel                      | 8      | 10:50 | 0,20  | 03:13  |
| 10.   | KSG Eckernförder SV/TVA Eckernförde | 2      | 06:50 | 1,20  | 02:20  |

Nach Angabe der Schleswig-Holsteinischen Landeszeitung vom 26. September 1944 gab es jedoch zum Auftakt der Kieler Staffel am 24. September auch eine Begegnung KSG Neumünster gegen Kriegsmarine Plön (5:4).

#### Punkterunde mit ausschließlich Kieler Teams
Patrick Nawe gibt in seinem Buch 100 Jahre Holstein Kiel: Kieler S.V. Holstein von 1900 auf Seite 60 folgenden Tabellenstand für den Wettbewerb mit ausschließlich Kieler Mannschaften an:
| Platz | Verein                       | Spiele | Tore  | Quote | Punkte |
| ----- | ---------------------------- | ------ | ----- | ----- | ------ |
| 1.    | Holstein Kiel                | 13     | 91:23 | 3,96  | 24:20  |
| 2.    | SC Friedrichsort 08          | 12     | 45:16 | 1,56  | 16:80  |
| 3.    | VfB Kiel                     | 12     | 36:23 | 1,57  | 15:90  |
| 4.    | Borussia Gaarden             | 14     | 37:38 | 0,97  | 14:14  |
| 5.    | TSG Gaarden                  | 12     | 44:46 | 1,09  | 12:12  |
| 6.    | FVgg Kilia Kiel              | 10     | 23:26 | 0,88  | 08:12  |
| 7.    | KSG SV Ellerbek/Comet Kiel   | 11     | 29:45 | 0,64  | 08:14  |
| 8.    | Union-Teutonia Kiel          | 12     | 36:61 | 0,59  | 08:18  |
| 9.    | KSG Eintracht/Kronsburg Kiel | 7      | 14:34 | 0,41  | 04:10  |
| 10.   | KSG Brunswik Kiel/Kieler SV  | 8      | 10:50 | 0,20  | 03:13  |

### Staffel Lübeck
Auch die Lübecker Staffel der Gauliga konnte nicht zu Ende gespielt werden. Christian Jessen ermittelte 2019 folgende Tabelle mit dem Stand vom 25. März 1945:
| Pl. | Verein                    | Sp. | S | U | N | Tore    | Quote | Punkte |
| --- | ------------------------- | --- | - | - | - | ------- | ----- | ------ |
| 1.  | SG Ordnungspolizei Lübeck | 10  | 7 | 2 | 1 | 050:140 | 3,57  | 16:40  |
| 2.  | Lübecker BV-Phönix        | 10  | 8 | 0 | 2 | 042:190 | 2,21  | 16:40  |
| 3.  | Lübecker SV Gut Heil      | 9   | 4 | 2 | 3 | 034:270 | 1,26  | 10:80  |
| 4.  | Post-SG Lübeck            | 7   | 3 | 2 | 2 | 031:160 | 1,94  | 08:60  |
| 5.  | Blau-Weiß Lübeck          | 6   | 1 | 0 | 5 | 011:370 | 0,30  | 02:10  |
| 6.  | Schwarz-Weiß Marli        | 6   | 1 | 0 | 5 | 007:430 | 0,16  | 02:10  |
| 7.  | BSG Lachswehr Lübeck      | 7   | 1 | 0 | 6 | 011:300 | 0,37  | 02:12  |

Der TSV Schlutup wurde nach zwei Spieltagen abgemeldet, der LSV Travemünde zog sich ohne ausgetragenes Punktspiel zurück.

### Staffel Ostholstein
Im Bereich des Kreis Oldenburg in Holstein wurde eine Staffel mit fünf Mannschaften gebildet, in der jedoch kaum noch ein geordneter Spielbetrieb ausgetragen werden konnte. Teilnehmer waren der Luftwaffen SV Großenbrode, der Luftwaffen SV Heiligenhafen, der HSV Putlos, SV Fehmarn von 1879 sowie MTV Neustadt in Holstein.